# U.S. Singles Collection: The Capitol Years, 1962-1965
U.S. Singles Collection: The Capitol Years, 1962-1965 es una caja recopilatoria del grupo estadounidense The Beach Boys, y de hecho es el primer compilado que junta los sencillos del grupo. El box se remonta desde los inicios de la banda con "Surfin' Safari" en Capitol Records, no tiene material de los principios de la banda, ni de la época de la grabación de "Surfin'". La compilación llega hasta los inicios de la era pop con canciones como "California Girls" y "Help Me, Rhonda".

## Características
Fue lanzado el 10 de junio de 2008 por Capitol y EMI, este box set recopila todas las canciones de los sencillos en dieciséis CD, incluyendo versiones de LP, versiones de sencillo y algunas versiones en vivo nunca antes publicadas. También por primera vez se edita remasterizado digitalmente el EP estadounidense más popular del grupo, Four by The Beach Boys. Cada CD tiene como carátula la portada original del sencillo.
Esta es la primera compilación de sencillos del grupo en su historia. Sin embargo no cuenta con el sencillo debut del grupo, "Surfin'"/"Luau" de 1961. 
Este box es una edición limitada, puede llegar a costar unos 100$ dólares.

## Lista de canciones
Todas las canciones escritas y compuestas por Brian Wilson y Mike Love excepto donde se indica. 
| Disco 1 |                                              |                     |          |  |
| N.º     | Título                                       | Notas               | Duración |  |
| 1.      | «Surfin' Safari»                             | Versión de sencillo | 2:05     |  |
| 2.      | «409» (Brian Wilson, Mike Love y Gary Usher) | Versión de sencillo | 1:59     |  |
| 3.      | «409» (Brian Wilson, Mike Love y Gary Usher) | En vivo en Chicago  | ???      |  |

| Disco 2 |                                                      |                              |          |  |
| N.º     | Título                                               | Notas                        | Duración |  |
| 1.      | «Ten Little Indians» (Brian Wilson y Gary Usher)     | Versión de sencillo          | 1:26     |  |
| 2.      | «County Fair» (Brian Wilson, Mike Love y Gary Usher) | Versión digitalizada de 1990 | 2:15     |  |
| 3.      | «Punchline» (???)                                    | En vivo en Chicago           | ???      |  |

| Disco 3 |                                              |                              |          |  |
| N.º     | Título                                       | Notas                        | Duración |  |
| 1.      | «Surfin' USA» (Brian Wilson y Chuck Berry)   | Versión de sencillo          | 2:27     |  |
| 2.      | «Shut Down» (Brian Wilson y Roger Christian) | Versión de sencillo          | 1:49     |  |
| 3.      | «Surfin' USA» (Brian Wilson y Chuck Berry)   | Versión digitalizada de 1990 | 2:27     |  |
| 4.      | «Shut Down» (Brian Wilson y Roger Christian) | Versión digitalizada de 1990 | 1:49     |  |

| Disco 4 |                                                       |                              |          |  |
| N.º     | Título                                                | Notas                        | Duración |  |
| 1.      | «Surfer Girl» (Brian Wilson y Chuck Berry)            | Versión de sencillo          | 2:26     |  |
| 2.      | «Little Deuce Coupe» (Brian Wilson y Roger Christian) | Versión de sencillo          | 1:38     |  |
| 3.      | «Surfer Girl» (Brian Wilson y Chuck Berry)            | Versión digitalizada de 1990 | 2:26     |  |
| 4.      | «Little Deuce Coupe» (Brian Wilson y Roger Christian) | Versión digitalizada de 1990 | 1:38     |  |

| Disco 5 |                                                           |                              |          |  |
| N.º     | Título                                                    | Notas                        | Duración |  |
| 1.      | «Be True to Your School» (Brian Wilson y Roger Christian) | Versión digitalizada de 1990 | 2:09     |  |
| 2.      | «In My Room» (Brian Wilson y Gary Usher)                  | Versión digitalizada de 1990 | 2:11     |  |
| 3.      | «Be True To Your School» (Brian Wilson y Roger Christian) | Versión de sencillo          | 2:09     |  |
| 4.      | «In My Room» (Brian Wilson y Gary Usher)                  | Versión digitalizada de 1990 | 2:11     |  |

| Disco 6 |                                                          |                             |          |  |
| N.º     | Título                                                   | Notas                       | Duración |  |
| 1.      | «Little Saint Nick»                                      | Versión de sencillo         | 2:00     |  |
| 2.      | «The Lord's Prayer» (Lord's Prayer y Albert Hay Malotte) | Versión de sencillo         |          |  |
| 3.      | «Little Saint Nick»                                      | Versión de sencillo         | 2:09     |  |
| 4.      | «The Lord's Prayer» (Lord's Prayer y Albert Hay Malotte) | Versión mezclada en estéreo |          |  |

| Disco 7 |                                                              |                              |          |  |
| N.º     | Título                                                       | Notas                        | Duración |  |
| 1.      | «Fun, Fun, Fun»                                              | Versión de sencillo          | 2:16     |  |
| 2.      | «Why Do Fools Fall In Love?» (Frankie Lymon & The Teenagers) | Versión de sencillo          | 2:50     |  |
| 3.      | «Fun, Fun, Fun»                                              | Versión digitalizada de 1990 | 2:09     |  |
| 4.      | «Why Do Fools Fall In Love?» (Frankie Lymon & The Teenagers) | Versión de sencillo          | 2:50     |  |

| Disco 8 |                                                     |                              |          |  |
| N.º     | Título                                              | Notas                        | Duración |  |
| 1.      | «I Get Around»                                      | Versión de sencillo          | 2:12     |  |
| 2.      | «Don't Worry Baby» (Brian Wilson y Roger Christian) | Versión de sencillo          | 2:47     |  |
| 3.      | «I Get Around»                                      | Versión instrumental         | 2:12     |  |
| 4.      | «Don't Worry Baby» (Brian Wilson y Roger Christian) | Versión digitalizada de 2001 | 2:47     |  |

| Disco 9 |                                |                     |          |  |
| N.º     | Título                         | Notas               | Duración |  |
| 1.      | «When I Grow Up (To Be a Man)» | Versión de sencillo | 2:01     |  |
| 2.      | «She Knows Me Too Well»        | Versión de sencillo | 2:27     |  |
| 3.      | «When I Grow Up (To Be a Man)» | Versión de sencillo | 2:01     |  |
| 4.      | «She Knows Me Too Well»        | Versión de sencillo | 2:27     |  |

| Disco 10 |                   |                              |          |  |
| N.º      | Título            | Notas                        | Duración |  |
| 1.       | «Wendy»           | Versión de EP                |          |  |
| 2.       | «Don't Back Down» | Versión de EP                |          |  |
| 3.       | «Little Honda»    | Versión de EP                |          |  |
| 4.       | «Hushabye»        | Versión de EP                |          |  |
| 5.       | «Wendy»           | Versión digitaizada de 2007  |          |  |
| 6.       | «Don't Back Down» | Versión digitalizada de 1990 |          |  |
| 7.       | «Little Honda»    | Versión digitalizada de 1990 |          |  |
| 8.       | «Hushabye»        | Versión de EP                |          |  |

| Disco 11 |                         |                         |          |  |
| N.º      | Título                  | Notas                   | Duración |  |
| 1.       | «Dance, Dance, Dance»   |                         |          |  |
| 2.       | «The Warmth of the Sun» |                         |          |  |
| 3.       | «Dance, Dance, Dance»   | Remasterización de 2007 |          |  |
| 4.       | «The Warmth Of The Sun» | Remasterización de 2007 |          |  |

| Disco 12 |                             |       |          |  |
| N.º      | Título                      | Notas | Duración |  |
| 1.       | «The Man with All the Toys» |       |          |  |
| 2.       | «Blue Christmas»            |       |          |  |
| 3.       | «The Man With All The Toys» |       |          |  |
| 4.       | «Blue Christmas»            |       |          |  |

| Disco 13 |                        |                         |          |  |
| N.º      | Título                 | Notas                   | Duración |  |
| 1.       | «Do You Wanna Dance?»  |                         |          |  |
| 2.       | «Please Let Me Wonder» |                         |          |  |
| 3.       | «Do You Wanna Dance?»  | Instrumental            |          |  |
| 4.       | «Please Let Me Wonder» | Remasterización de 2007 |          |  |

| Disco 14 |                  |                      |          |  |
| N.º      | Título           | Notas                | Duración |  |
| 1.       | «Help Me Rhonda» |                      |          |  |
| 2.       | «Kiss Me Baby»   |                      |          |  |
| 3.       | «Help Me Rhonda» | Versión instrumental |          |  |
| 4.       | «Kiss Me Baby»   | Versión en estéreo   |          |  |

| Disco 15 |                    |                                    |          |  |
| N.º      | Título             | Notas                              | Duración |  |
| 1.       | «California Girls» | Remasterizado digitalmente en 2007 |          |  |
| 2.       | «Let Him Run Wild» |                                    |          |  |
| 3.       | «California Girls» |                                    |          |  |
| 4.       | «Let Him Run Wild» | Remasterizado digitalmente en 2007 |          |  |

| Disco 16 |                             |                     |          |  |
| N.º      | Título                      | Notas               | Duración |  |
| 1.       | «All Dressed Up For School» |                     |          |  |
| 2.       | «I'm So Young»              |                     |          |  |
| 3.       | «Help Me, Rhonda»           | Versión de sencillo |          |  |
| 4.       | «Graduation Day»            | Versión de estudio  |          |  |